# Vantanea barbourii
Vantanea barbourii är en tvåhjärtbladig växtart som beskrevs av Paul Carpenter Standley. Vantanea barbourii ingår i släktet Vantanea och familjen Humiriaceae. Inga underarter finns listade i Catalogue of Life.